# کارولینا کومینک
کارولینا کومینک (لهستانی: Karolina Kominek؛ زادهٔ ۲۷ آوریل ۱۹۸۶) بازیگر اهل لهستان است.
از فیلم‌ها یا مجموعه‌های تلویزیونی که وی در آن‌ها نقش داشته‌است، می‌توان به خلیج جاسوسان، بدون پنهان‌کاری، نشانه‌گذاری‌شده، تاج پادشاهان، دهن‌به‌دهن، پدر متیو، در خیابان سپولنی، قانون حقیقی، رنگ‌های خوشبختی و در خوشی و سختی اشاره نمود.